# Together (album de Jane)
Pour les articles homonymes, voir Together.
Albums de Jane
Here We Are
(1973)
Singles
1. Daytime
Sortie : 1973

Together est le premier album studio du groupe de rock progressif allemand Jane, sorti en 1973.

## Historique
Cet album est sorti au printemps 1972 sur le label allemand Brain Metronome et a été produit par Gunter Körber. Il est l'unique album du groupe avec le chanteur Bernd Pulst, ce-dernier décèda en février 1973 . Le bassiste Charly Maucher, malade, quitta le groupe 1973 avant de revenir en 1974 pour l'album Jane II.
Dans sa critique de l'album, Mike DeGagne du site AllMusic décrira la musique de cet album comme un mélange de jazz-fusion, de space rock et de heavy metal.
La chanson Daytime sortira en Allemagne, dans une version raccourcie, en single en 1973.

## Liste des titres
- Tous les titres sont signés par Klaus Hess et Bernd Pulst.

Face 1
1. Daytime - 8:05
2. Wind - 4:52
3. Try to Find - 5:24

Face 2
1. Spain - 11:53
2. Together - 3:43
3. Hangman - 9:58

## Musiciens
- Bernd Pulst : chant.
- Klaus Hess : guitares.
- Werner Nadolny : orgue, flute sur Together.
- Charly Maucher : basse, chant sur la partie finale de Spain.
- Peter Panka : batterie, percussions.